# Thankyou Whoever You Are/Most Toys
Thankyou Whoever You Are/Most Toys è un singolo del gruppo musicale britannico Marillion, il secondo estratto dal quattordicesimo album in studio Somewhere Else e pubblicato l'11 giugno 2007.

## Tracce
Testi di Steve Hogarth (eccetto dove indicato), musiche dei Marillion.
CD promozionale (Regno Unito)
1. Thankyou Whoever You Are (Edit) – 4:04
2. Most Toys (Album Version) – 2:47 (testo: Steve Hogarth, Ale Dozal)

CD singolo (Regno Unito)
1. Thankyou Whoever You Are (Edit) – 4:06
2. Say the Word – 5:14

CD maxi-singolo (Regno Unito)
1. Thankyou Whoever You Are (Edit) – 4:06
2. Most Toys – 2:49 (testo: Steve Hogarth, Ale Dozal)
3. Circular Ride (Previously Unreleased) – 3:54
4. The Wound (Live) – 7:15

DVD (Regno Unito)
1. Thankyou Whoever You Are (Edit)
2. Most Toys (testo: Steve Hogarth, Ale Dozal)
3. Toxic (Live) (Previously Unreleased)
4. Thankyou Whoever You Are (Live Video)
5. Most Toys (Live Video) (testo: Steve Hogarth, Ale Dozal)

Download digitale
1. Thankyou Whoever You Are (Live)
2. Most Toys (Live) (testo: Steve Hogarth, Ale Dozal)

## Formazione
Gruppo
- Steve Hogarth – voce, pianoforte occasionale, percussioni
- Steve Rothery – chitarra
- Pete Trewavas – basso, chitarra elettrica occasionale
- Mark Kelly – tastiera
- Ian Mosley – batteria

Altri musicisti
- Michael Hunter – strumentazione aggiuntiva

Produzione
- Michael Hunter – produzione, registrazione, missaggio
- Roderick Brunton – assistenza tecnica

## Classifiche
| Classifica (2007)      | Posizione massima |
| ---------------------- | ----------------- |
| Paesi Bassi            | 6                 |
| Regno Unito            | 15                |
| Regno Unito (physical) | 4                 |
| Scozia                 | 4                 |